# Цимбалин, Константин Иванович
Константин Иванович Цимбалин (1807 — ?) — российский поэт-баснописец.
Происходил из дворянской семьи в Саратовской губернии. В 1826 году поступил в Московский университет, после чего, как предполагается, служил затем чиновником. Подробности его жизни и дата смерти не установлены.
В 1836 году выпустил в свет единственную книгу «Басни и сказки в пяти книгах» (на типографии Эд. Праца), в которых, по мнению авторов ЭСБЕ, он придерживался отчасти псевдоклассической теории и в то же время подражал Крылову.
По мнению авторов Русского биографического словаря, басни Цимбалина не отличаются художественными достоинствами. Применяемые им художественные приёмы близки к псевдоклассическим литературным теориям, в своих баснях он любил прибегать к мифологии (например: «Венера и Кошка», «Юпитер и Поселянин» и другие басни), а сами их сюжеты часто заимствованы, в первую очередь у Эзопа. Кроме того, в них отмечалось сильное влияние Крылова, сказывающееся даже в самом делении басен на книги, как было принято у Крылова (хотя каждая из этих «книг» состоит из десятка-другого басен). Помимо внешности, влияние Крылова сказывалось и в выборе сюжетов и разработке их и иногда доходило до полного подражания: например, басня «Скупой» считалась почти прямым плагиатом крыловского «Дележа». Басни Цимбалина были отмечены несколькими критическими статьями, однако рецензенты встретили их равнодушно.
По мнению советского литературоведа А. Н. Соколова, обладал средним уровнем дарования.